# نهر يوريوزان
يوريوزان (الشرق - (بالباشقيرية: Йүрүҙән (مساعدة·معلومات))‏ Yүrүҙәn - «نهر كبير» ، ربما من ((بالباشقيرية: юр)‏ yur - كبير) و ((بالباشقيرية: үҙән)‏ үҙәn - وادي نهر) ) - نهر يمر خلال جنوب الاورال ‏ في بشكيريا (مقاطعة بيلوريتسكي، مقاطعة سالافاتسكي ‏، مقاطعة دوفانسكي ‏، مقاطعة نوريمانوفسكي ‏، مقاطعة كارايدلسكي ‏) ومقاطعة تشيليابينسك (مقاطعة كاتاف-آيفانوفسك ‏، مقاطعة ساتكينسكي ‏ لكنتريوخغورني، المقاطعة الحضرية أوست كاتافسكي ‏)، أحد روافد نهر أوفا (حوض نهر الفولغا). الأسماء القديمة التي عفا عليها الزمن هي يوريزان، إيرزين.

## جغرافية
يقع مصدر النهر على المنحدر الشرقي لجبل كورنر ماشاك من سلسلة جبال ماشاك ‏على ارتفاع 964 م فوق مستوى سطح البحر. أولاً، يتدفق يوريوزان شمالًا شرقًا على طول وادي جبلي ضيق بين حديتي ماشاك ‏ وكومارداك ‏، على طول مجرى وادي يوريوزان. علاوة على ذلك، تاركا يوريوزان مضيق الجبل، بين سلسلة من باكاتس ‏ وسيغالغا ‏. في الروافد الوسطى، يترك يوريوزان الجبال في سهل. في الروافد السفلى، عبر قطع هضبة أوفا، يتدفق النهر إلى خليج خزان بافلوفسك على نهر أوفا.
يتدفق نهر يوريوزان عبر أراضي منطقة تشيليابنسك عبر مدن يوريوزان وتريوخغورني وأوست-كاتاف، وفي باشكورستان عبر القرى والبلدات وتتدفق إلى خزان بافلوفسك ‏. في يوريوزان وهو منتجع يانغان تاو ‏ الشهير. إلى الشمال من مدينة أوست كاتاف، على ارتفاع 15 مترًا من المستوى الصيفي لنهر يوريوزان، يوجد كهف بورانوفسكايا على بعد 300 متر من مجرى النهر أسفل المصب، حيث تم العثور على قطع أثرية من العصر الحجري الحديث.
يقع القسم المحمي من النهر من جسر سميرنوفسكي إلى مصب النهر.تعتبر ناسي في إقليم منطقة أوست-كاتافسكي الحضرية نصب طبيعي هيدرولوجي.
معدل التدفق السنوي المتوسط حوالي 55 متر مكعب / ثانية. يتجمد عادة من نوفمبر إلى أبريل.
يوريوزان هو مكان شهير للرحلات المائية ‏:  يتدفق نهر ينتمي إلى الفئة الأولى (الأسهل) من التعقيد بين الجبال الجميلة والصخور في جبال الأورال الجنوبية. عند تنظيم رحلة، عند تنظيم رحلة، ينبغي أن نتذكر أن النهر لديه سد في مدينة يوريوزان ومغلق للمرور في مدينة تريوخغورني.
يوفر نهر يوريوزان فرصًا ممتازة لصيد الأسماك على طول مساره. فيه توجد كل الأسماك المتأصلة في الجبال والأنهار المسطحة في الأورال الجنوبية. في الواقع، يختلف يوريوزان في مواقع مختلفة من نهر جبلي إلى نهر شبه جبلي وحتى نهر مسطح.
كان نهر يوريوزان قابلاً للملاحة، وكانت السفن تجوبها في العشرينات من القرن العشرين.

## الجسور

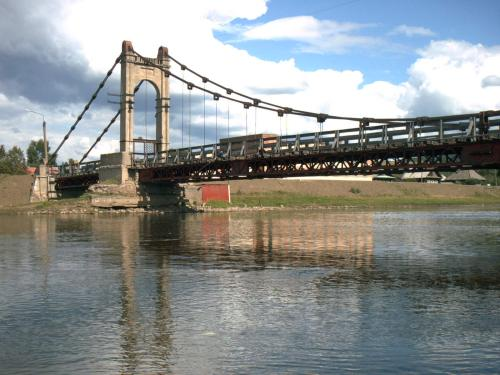
جسر فوق يوريوزان إلى أوست-كاتاف (الطريق الأوروبي E30)

من خلال طريق يوريوزان، تم بناء جسور السكك الحديدية. يتم تضمين جسر واحد في الطريق الأوروبي E30. تقع جسور السكك الحديدية على أقسام فيازوفيا - كاتاف -ايفانفسك، غولدوست-كروباتيفو.

## يوريوزان في شعارات النبالة
يرمز اللون الأزرق لعلم أوست-كاتاف إلى النهرين الرئيسيين للمدينة كاتاف ويوريوزان. وعلى علم مقاطعة كاتاف-آيفانوفسك ‏ ومدينة كاتاف-آيفانوفسك وتعتبر حدوة الحصان رمز ليس فقط لصناعة المنطقة بل أيضا لسدود المصانع على نهري السدود يوريوزان وكاتاف.

## يوريوزان في الأدب
أخذ الأديب فلاديمير يوريزانسكي ‏ (1888-1957)، وهو كاتب سوفيتي معروف، وصحفي ومشارك في الحرب الوطنية العظمى. اسما مستعارا من نهر يوريوزان تكريما لوطنه «فولغا».